# Loferer Steinberge

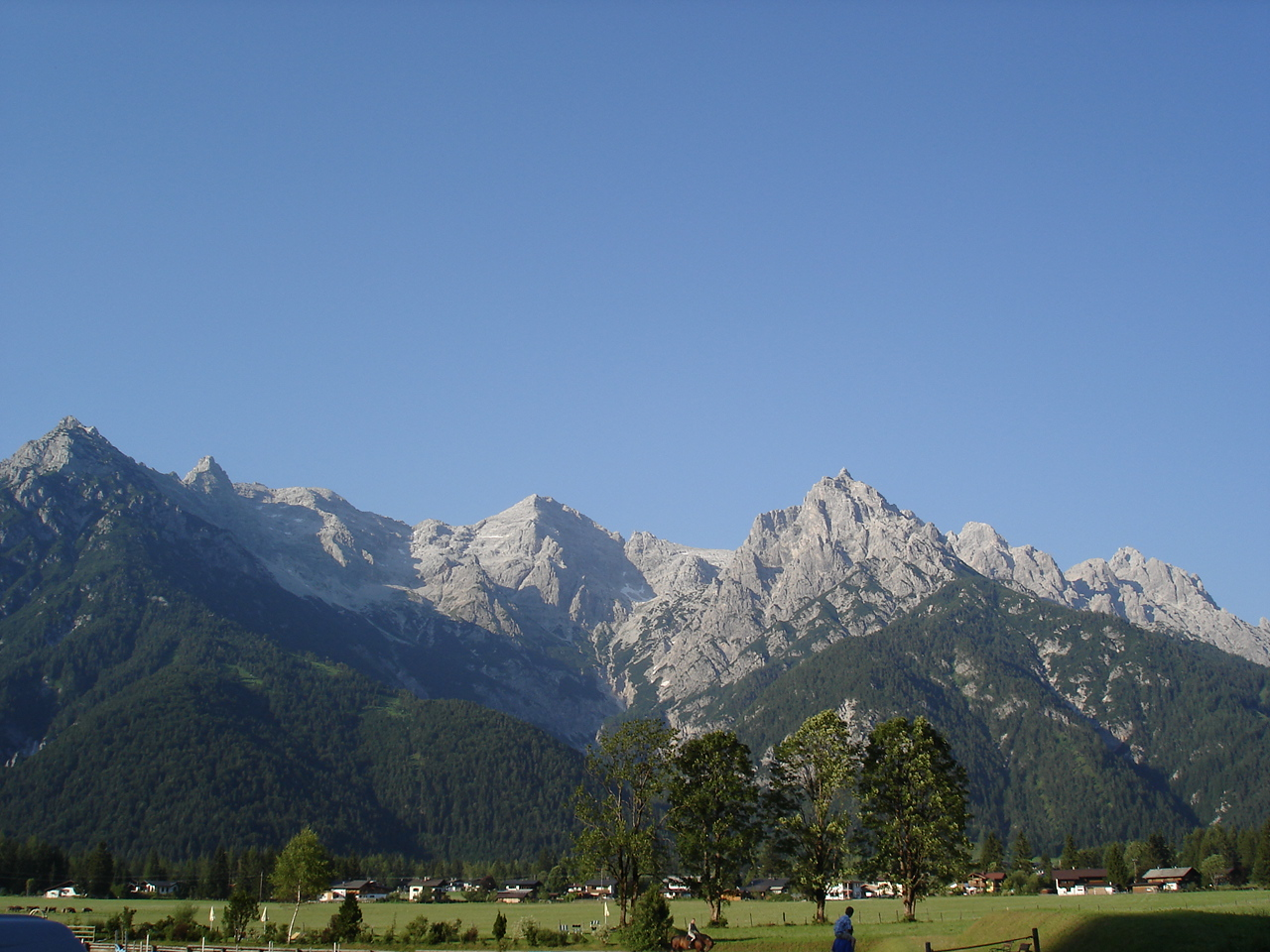
Loferer Steinberge od północy

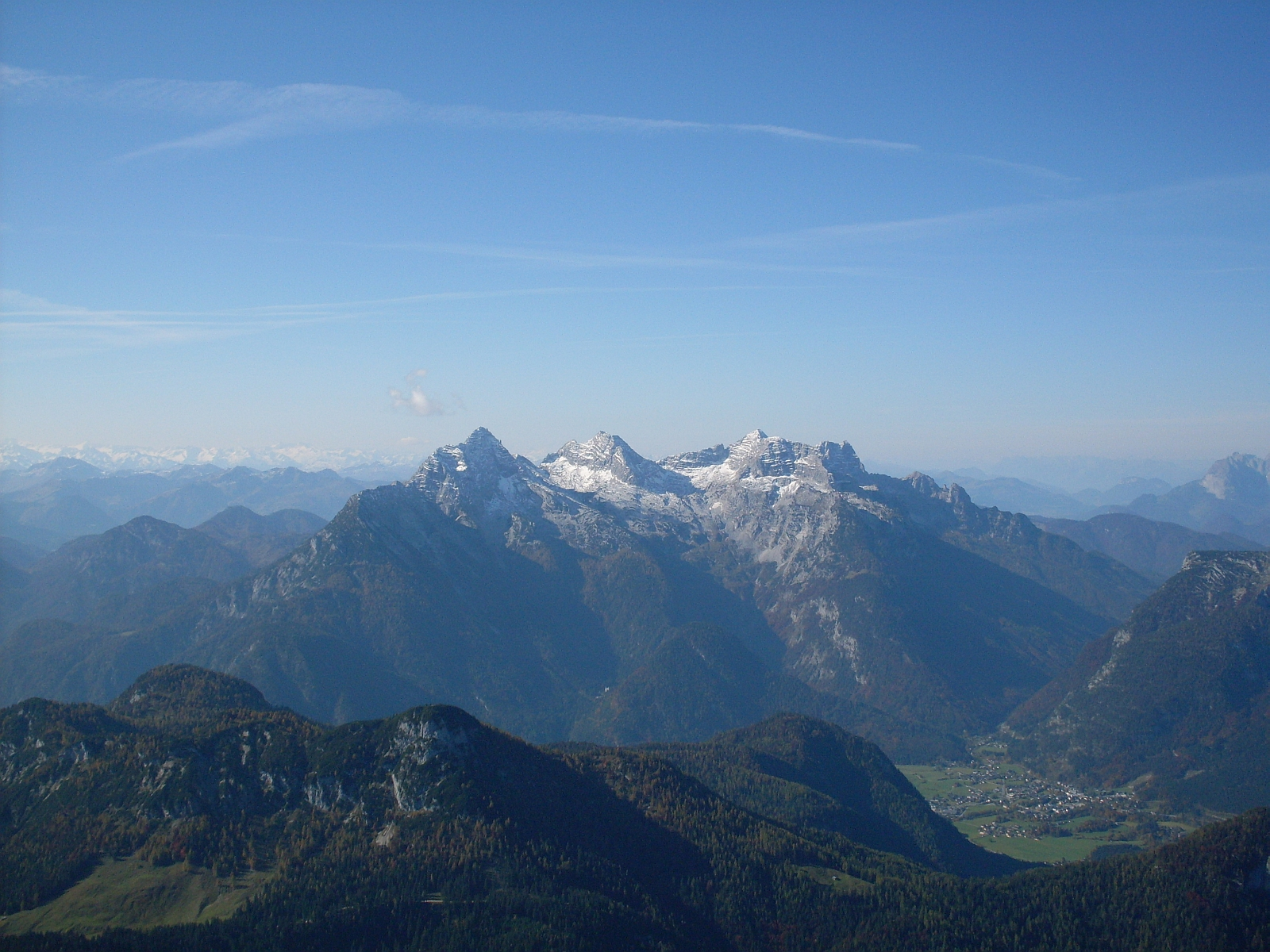
Loferer Steinberge od południa

Loferer Steinberge, tłum. góry kamienne koło Lofer – grupa górska, część Północnych Alp Wapiennych. Leży w Austrii, w krajach związkowych Salzburg i Tyrol. Według podziału AVE razem z Leoganger Steinberge tworzy jedną grupę: Leoganger und Loferer Steinberge (AVE 9). Najwyższym szczytem jest Großes Ochsenhorn, który osiąga 2511 m. Największe miasta w pobliżu to Kitzbühel i Kufstein.
Grupa ta graniczy z: Chiemgauer Alpen na północy, Alpami Berchtesgadeńskimi na wschodzie, Alpami Kitzbühelskimi na południu oraz z Kaisergebirge na zachodzie.
Najwyższe szczyty:
- Großes Ochsenhorn (2511 m),
- Mitterhorn (2504 m),
- Reifhorn (2488 m),
- Breithorn (2413 m),
- Großes Rothorn (2409 m),
- Rothörnl (2394 m),
- Geislhörner (2291 m),
- Seehorn (2155 m),
- Zwölferhörnl (2104 m),
- Ulrichshorn (2032 m).